# Razgrad
Razgrad (bulharsky Разград) je bulharské město na severovýchodě země, správní středisko Razgradské oblasti a stejnojmenné obštiny. Leží v oblasti vysočin Dolnodunajské nížiny zvané Ludogorie. Žije zde přes 30 000 obyvatel. Ve městě působí fotbalový klub PFK Ludogorec Razgrad. 

## Obyvatelstvo
V roce 2016 zde žilo 31 300 obyvatel, z nichž 69 % bylo Bulharů. Někteří z nich se hlásili k islámu, tzv. pomaci. Turecká menšina tvořila 27 % a v rámci bulharských měst patřila k největším v zemi. V celém Bulharsku je Turku 9 %, ale v Razgradské oblasti je jich 47 %. Romů je kolem 2 %. V roce 2001 bylo v Razgradské oblasti 54 % muslimů a 43 % křesťanů, především pravoslavných.

## Osobnosti
- Nikolaj Antonov (* 1968), atlet, mistr světa v běhu na 200 metrů
- Osman Duraliev (1939–2011), zápasník a olympionik
- Jusein Mechmedov (1924–2014), zápasník a olympionik

## Pamětihodnosti
- Pozůstatky římské pevnosti a města Abrittus, v roce 251 se zde odehrála bitva
- Mešita Ibrahima Paši z roku 1616
- Kostel svatého Mikuláše z roku 1860
- Hodinová věž z roku 1764
- Mauzoleum a kostnice ruských vojáků z rusko-turecké války (1877–1878)
- 30 km severovýchodně od města v obci Sveštari je dochovaná thrácká hrobka zapsaná v seznamu Světového dědictví UNSECO.

## Galerie

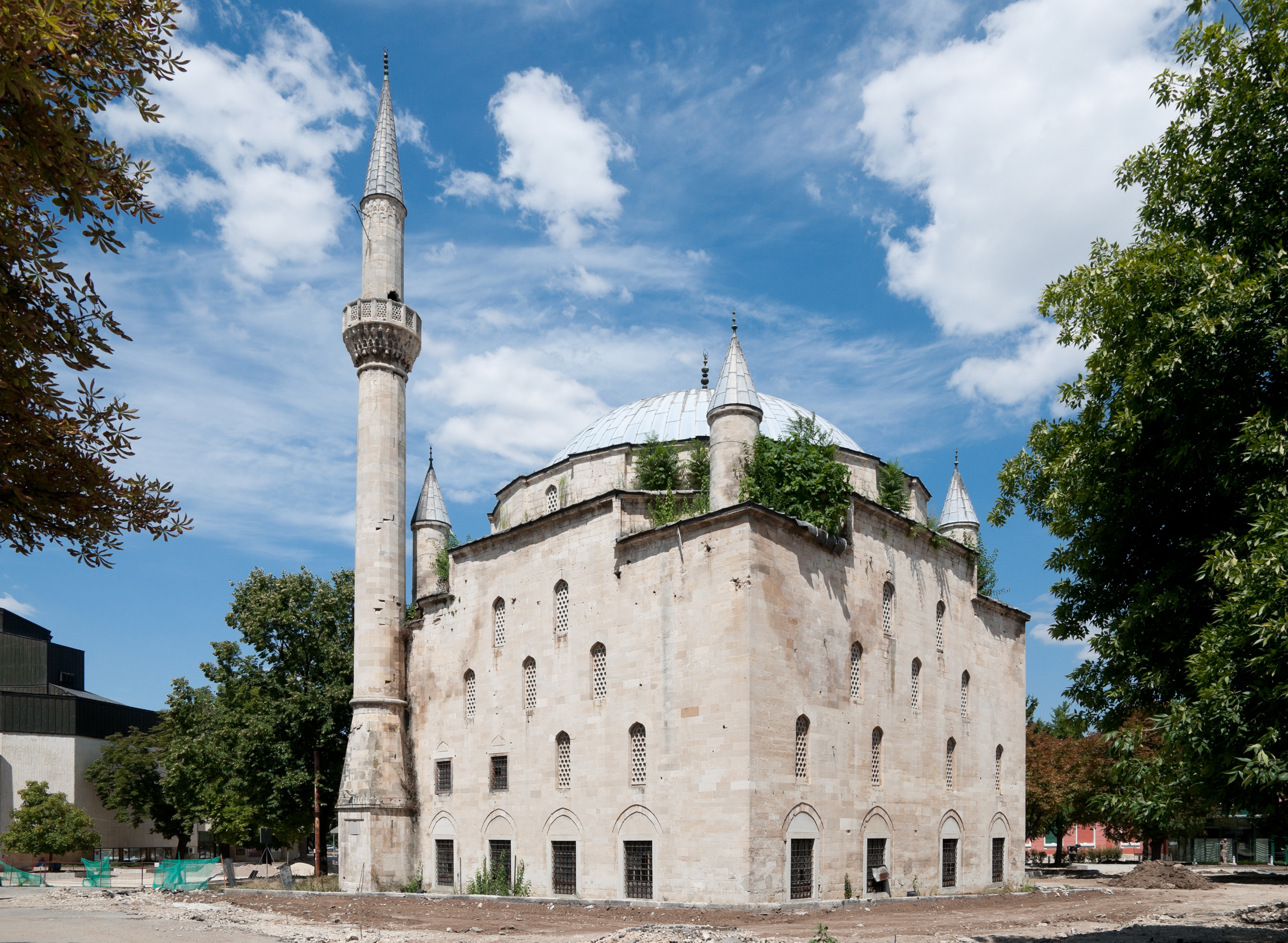
Mešita Ibrahima Paši
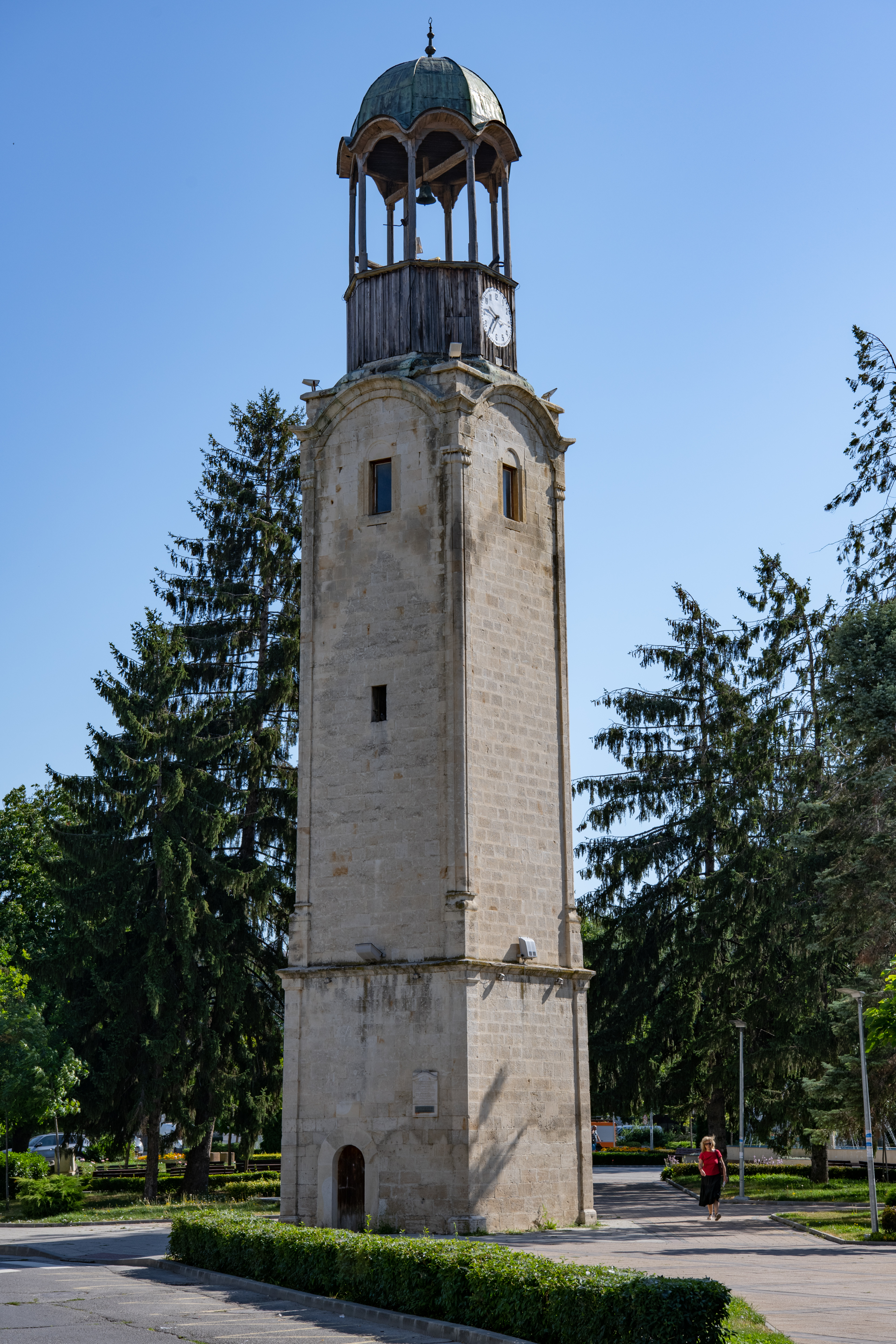
Hodinová věž
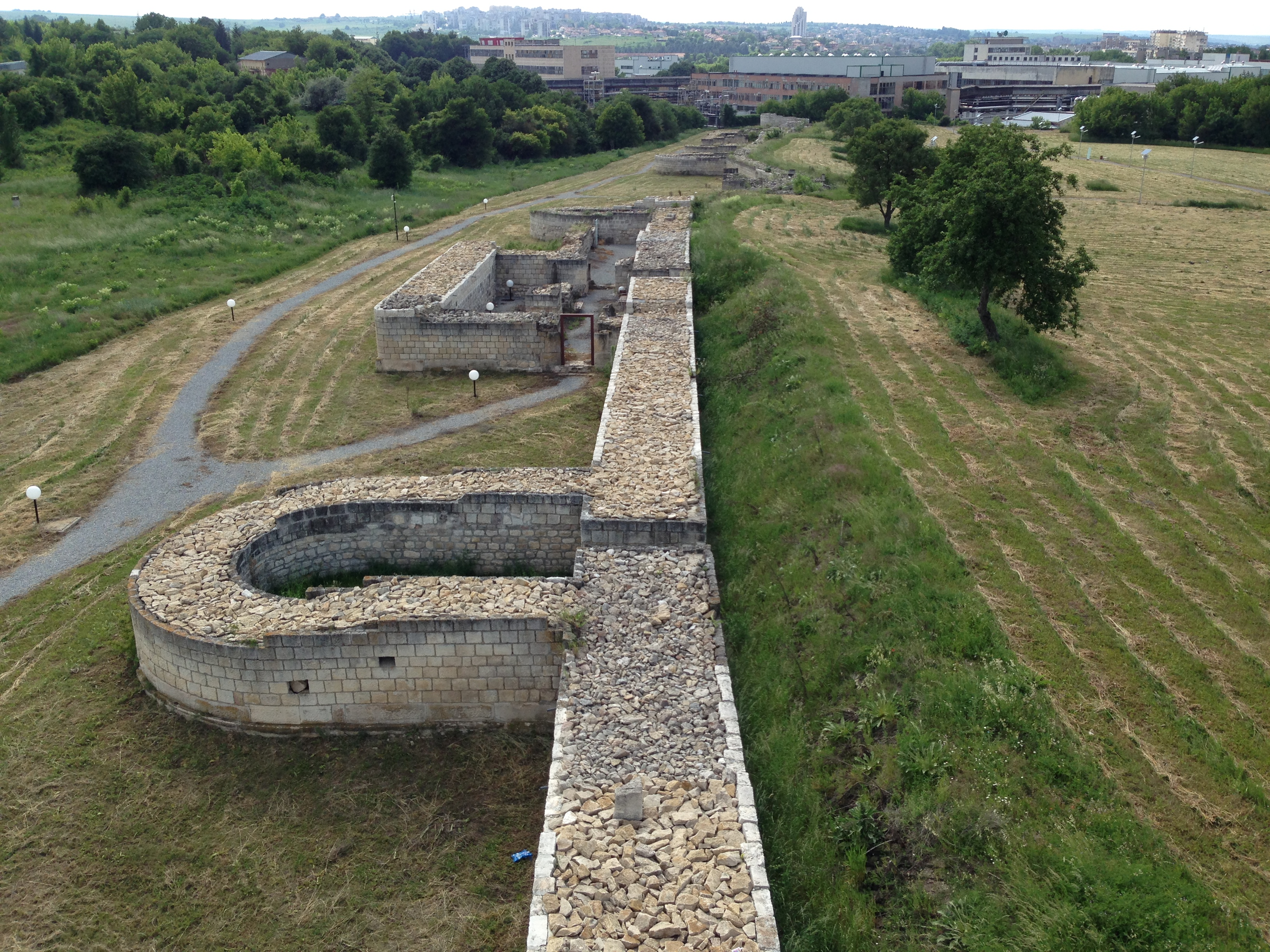
Pozůstatky pevnosti Abrittus
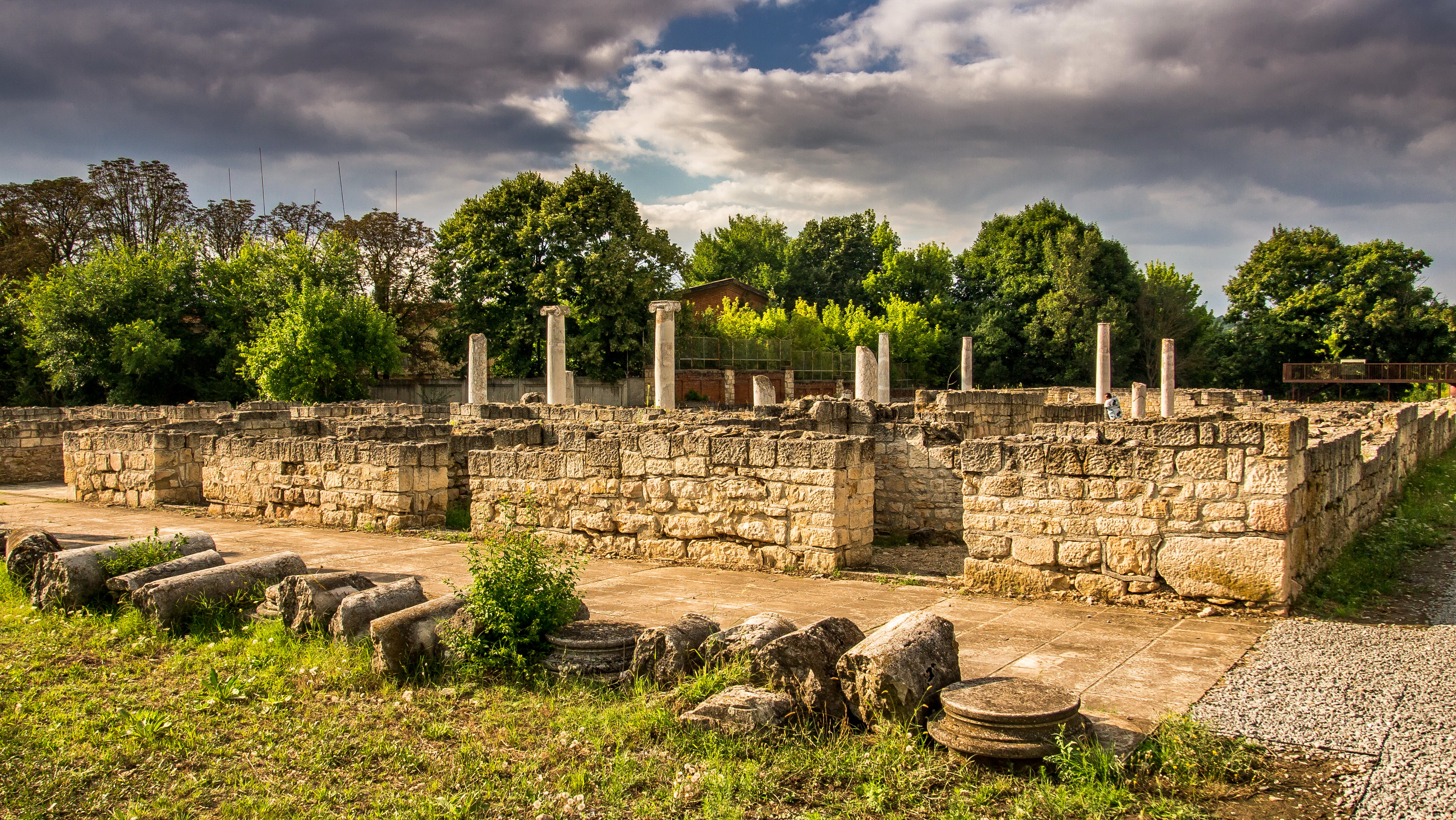
Pozůstatky pevnosti Abrittus
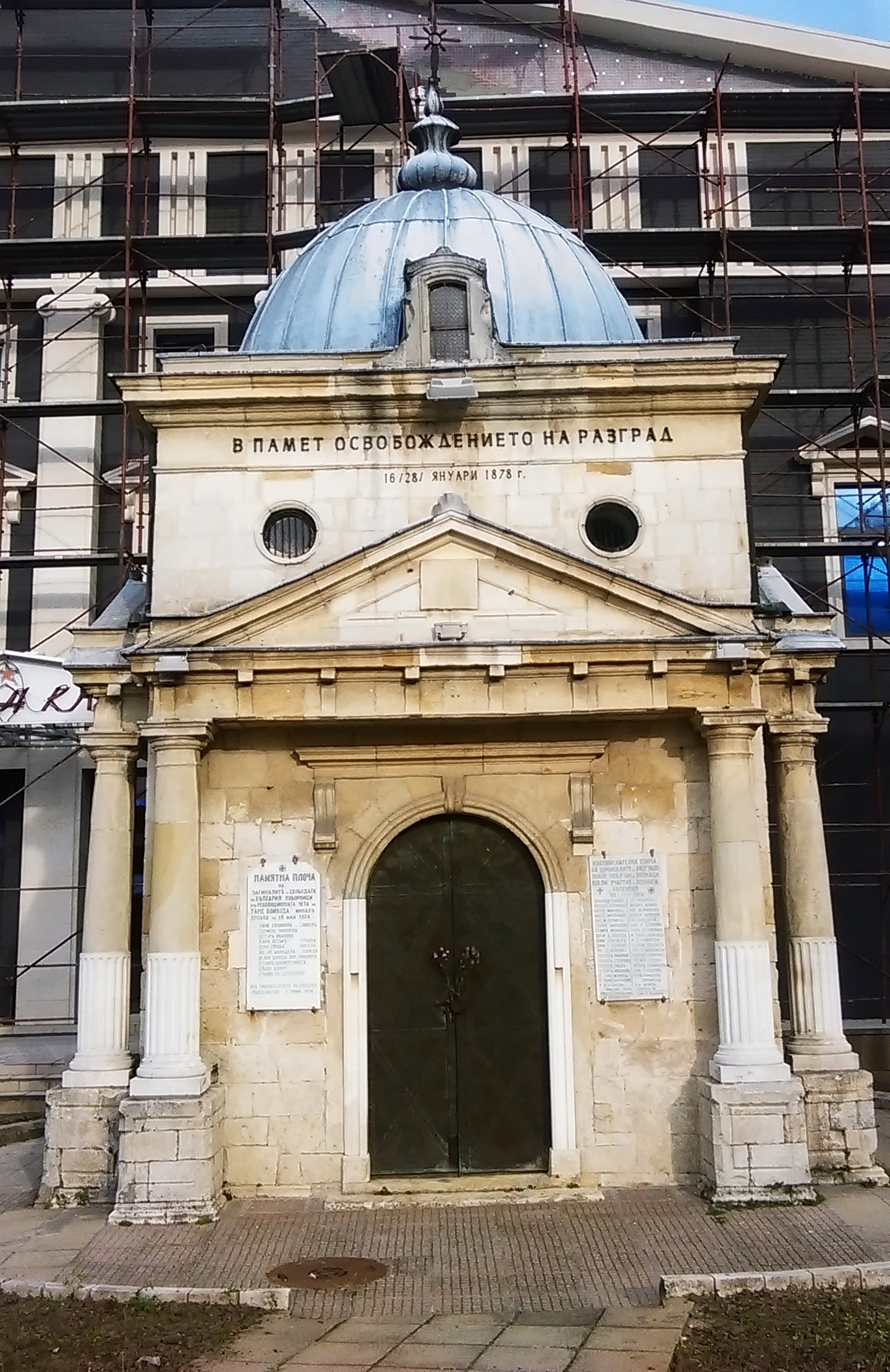
Mauzoleum ruských vojáků

## Partnerská města
- Orel (Rusko), od roku 1968
- Châlons-en-Champagne (Francie), 1975
- Jang-čou (Čína), 1975
- Armagh (Severní Irsko), 1995,
- Brunswick (Ohio) (USA), 1998,
- Avcılar (Turecko), 2000,
- Wittenberge, Německo, 2001
- Assen (Nizozemsko), 2006
- Poznaň (Polsko), 2006
- Dijon (Francie), 2007
- Călărași (Rumunsko), 2007
- Soluň (Řecko), 2008